# Anne of York, Lady Howard
Anne of York (* 2. November 1475 im Palace of Westminster, London; † 23. November 1511) war eine englische Prinzessin und fünfte Tochter von König Eduard IV. und dessen Frau Elizabeth Woodville.

## Verlobung
Am 5. August 1480 schloss Eduard IV. einen Vertrag mit Maximilian I., dem Erzherzog von Österreich und späteren Kaiser des Heiligen Römischen Reiches. Laut diesem Vertrag sollte Anne Maximilians ältesten Sohn Philipp heiraten. Maximilian war ein wertvoller Bündnispartner für Eduard, da er gute Aussichten auf die Kaiserkrone des Heiligen Römischen Reiches hatte und seine Frau Maria die Alleinerbin des Herzogs von Burgund war. Nach dem Tod Eduards wurde der Heiratsvertrag jedoch verworfen.

## Heirat
Um die Nähe König Richards III. zur Familie Howard zu bestätigen, wurde Anne 1484 mit Thomas Howard verlobt. Nach dem Tod Richards erneuerte Howard seinen Anspruch auf Anne. Diese war zu diesem Zeitpunkt eine Hofdame ihrer Schwester Elizabeth, die König Heinrich VII. geheiratet hatte.
Am 4. Februar 1495 heiratete Anne Thomas Howard (den späteren 3. Duke of Norfolk) in Westminster Abbey. Howard war der älteste Sohn und Erbe von Thomas Howard, 2. Duke of Norfolk und dessen erster Frau Elizabeth Tilney. Da Thomas Howard jedoch erst nach dem Tod Annes die Titel des Earl of Surrey und des Duke of Norfolk erbte, war sie, seit ihr Gatte 1497 zum Ritter geschlagen worden war, als Lady Howard bekannt.
Der einzige Sohn, von dem man sicher weiß, ist Thomas Howard (um 1496–1508).

## Tod
Anne starb am 23. November 1511 und wurde in der Thetford Priory begraben. Nach der Reformation in England wurde sie, zusammen mit anderen Mitgliedern der Familie Howard, in die Kirche St Michael in Framlingham überführt.
Ihr Witwer Thomas Howard heiratete in zweiter Ehe Lady Elizabeth Stafford, mit der er mehrere Kinder hatte.